# Мэнкиллер, Вилма
Вилма Пёрл Мэнкиллер (англ. Wilma Mankiller; 18 ноября 1945, Талекуа (Оклахома), Оклахома — 6 апреля 2010[…], Адэр, Оклахома) — американский общественный деятель, первая женщина-вождь племени чероки.

## Биография
Вилма Мэнкиллер родилась в 1945 году в Оклахоме. Она была шестым ребёнком в семье Чарли и Клары Ирен Мэнкиллеров.  Ее отец был чистокровным чероки, чьи предки были вынуждены в 1830-х годах перебраться на индейскую территорию из Теннесси по дороге слёз. Когда Вилме было 11 лет, её семья переехала в Сан-Франциско в рамках программы федерального правительства по урбанизации коренных американцев.

## Память
В 2021 году было объявлено увековечить память Вилмы Мэнкиллер и ряда других женщин, отметившихся борьбой за гражданские права, участием в политике, гуманитарной сфере и науке, поместив их портрет на четверть доллара.